# Big Mama (film)
Big Mama (Big Momma's House) è un film del 2000 diretto da Raja Gosnell.
È uscito nelle sale italiane il 13 aprile 2001.

## Trama
L'agente dell'FBI Malcolm Turner è noto per essere un maestro del travestimento. Il suo ultimo incarico porta lui e il suo collega John Maxwell nella piccola cittadina di Cartersville, in Georgia. Per trovare il pericoloso criminale Lester Vesco, Malcom decide di mettersi sulle tracce dell'ex fidanzata di Vesco, ovvero Sherry Pierce, che potrebbe contattare la nonna, un'anziana signora di buon peso chiamata da tutti "Big Mama". Una notte, Big Mama riceve una telefonata e deve andare via subito, in quanto il marito di una sua amica sta male. Di conseguenza parte all'improvviso, e i due agenti hanno l'idea di mettere sotto controllo il telefono della donna, ma proprio in quel momento Sherry chiama la nonna dicendole di voler andare a trovarla, e Malcolm, per evitare che Sherry non arrivi, impersona la nonna, prima telefonicamente, e poi fisicamente: grazie ad una parrucca, a molto trucco e a enormi imbottiture e vestiti taglia extra-large, l'agente diventa uguale alla settantenne Big Mama.
Nei giorni successivi Malcom, travestito da Big Mama, deve fingere di essere la vecchia donna parlando con le vicine, andando in chiesa e nel frattempo cercando di saperne di più a proposito di Lester parlando con Sherry e il figlio di quest'ultima, Trent. Con il passare del tempo, però, Malcom se ne innamora, e deve dividere il lavoro dai sentimenti.

## Produzione
La pellicola è stata girata in California. Tra i luoghi delle riprese:
- la casa di Big Mama al 192 North Shaffer Street ad Orange;
- l'appartamento di Sherry al 1045 Figueroa Terrace di Los Angeles;
- la Hollywood United Methodist Church di Toluca Lake;
- il Nibley Park a Glendale, per le scene della partita di basket;
- le scene della pesca presso il 2600 Franklin Canyon Drive di Beverly Hills.

## Colonna sonora
- That's What I'm Looking For (Mr. Dupri Remix) - Da Brat
- I've Got to Have It - Jermaine Dupri & Nas feat. Monica
- What I'm Gon' Do To You - Kandi Burruss
- Bounce With Me - Bow Wow feat. Xscape
- You Can Always Go - Jagged Edge (gruppo musicale) & Blaque
- Radio - Kurupt
- Big Momma's Theme - Da Brat & Vita feat. Destiny's Child
- Treated Like Her - Latocha Scott & Chanté Moore
- I Like Dem - Lil' Jon & The Eastside Boyz
- I Want to Kiss You - Devin
- Love's Not Love - Marc Nelson
- Ooh Big Momma - Lil' Jon & The Eastside Boyz
- Get Up - Jessica
- I Still Got to Have It - Jermaine Dupri & Nas feat. Monica

## Curiosità
- Big Mama è uno dei soli quattro film al mondo ad essere stato prodotto anche su supporto EVD.
- Il 29 giugno 2017, il film è stato riproposto in tv sul canale TV8 con nuovo doppiaggio effettuato in economia, infatti è stato molto criticato per la pessima recitazione dei doppiatori e gli errori di adattamento.

## Sequel
Nel corso degli anni sono stati realizzati due sequel; FBI: Operazione tata (2006) e Big Mama - Tale padre, tale figlio (2011), entrambi diretti da John Whitesell.